# Langekare
Langekare est une île d'Estonie située dans le golfe de Riga.

## Géographie
Elle fait partie de la réserve naturelle des îlots de la région de Hiiumaa et de la commission mondiale des aires protégées et appartient à la commune de Pühalepa. 